# Clifford Hugh Douglas
Major C. H. (Clifford Hugh) Douglas, född 20 januari 1879, död 29 september 1952, var en brittisk ingenjör och debattör i ekonomiska och politiska frågor, i synnerhet i penningfrågor. Han la grunden för Social Credit-teorin och den rörelse som kom att bära detta namn.

## Utbildning och tidig karriär
Douglas föddes och växte upp i antingen Edgeley eller Manchester. Fadern var Hugh Douglas och modern Louisa Hordern. Han kom in på den tekniska banan och åkte som ingenjör runt i det brittiska imperiet, anställd av elektriska företag, järnvägsföretag och andra institutioner. Han undervisade också vid Stockport Grammar School. Efter ett antal år inom industrin började han vid 31 års ålder studera vid Cambridge University. Han studerade där i fyra terminer, men utan att ta ut examen. Därefter arbetade han för Westinghouse Electric Corporation of America.

## Social Credit-teorin
Det var under ett av sina arbeten som ingenjör under det Första världskriget som Douglas noterade att kostnaden för de varor som producerades var större än summan som betalades ut till arbetarna i löner och andra förmåner. Detta verkade stå i konflikt med Ricardos ekonomiska teori, om att alla kostnader samtidigt blir köpkraft.
Douglas bestämde sig då för att undersöka närmare med hjälp av ingenjörsmetoder. Han samlade data från över hundra stora brittiska företag och fann att i alla fall, utom då företagen gick mot konkurs, så var summan som betalades ut i löner och andra förmåner, alltid lägre än de totala kostnaderna för varor och tjänster som producerades. Med andra ord så var arbetarna inte tillräckligt betalda för att ha råd att köpa tillbaks de varor som de producerade. Han publicerade dessa observationer i en artikel i the English Review. I artikeln konstaterar han att det ekonomiska systemet är organiserat för att maximera profiter för dem som har ekonomisk makt och att detta görs genom att skapa onödig brist. Mellan åren 1916 och 1920 utvecklade han dessa tankar och publicerade även två böcker i ämnet 1920 (Economic Democracy and Credit-Power and Democracy). Han menade också att något måste göras för att rätta till obalansen mellan kostnaden för att producera varorna och hur mycket pengar som arbetarna fick i löner och andra förmåner, eftersom annars varorna inte skulle kunna bli sålda på grund av att priserna var för höga. Det fanns två element i hans reformprogram:
- En nationell dividend (basinkomst) som skulle distribuera pengar (skuldfria krediter) till alla medborgare. På detta sätt menade han att gapet mellan köpkraft och priser skulle avskaffas.
- En prisjusteringsmekanism (Just Price). Just Price skulle effektivt reducera priserna i detaljhandeln med en andel som reflekterade den fysiska effektiviteten hos produktionssystemet.

## Social Credit-iden sprids
Douglas arbetade vidare med teorin under 1920-talet och rörelsen spred sig från England till Kanada, USA, Australien och Nya Zeeland. I Alberta i Kanada startades ett social credit-parti och i Nya Zeeland startades så småningom också ett social credit-parti, vilket ännu existerar.